# Fudbalski Klub Budućnost Podgorica 2006-2007
Questa voce raccoglie le informazioni riguardanti il Fudbalski Klub Budućnost Podgorica nelle competizioni ufficiali della stagione 2006-2007.

## Rosa
| N. |                       | Ruolo | Calciatore       |
| -- | --------------------- | ----- | ---------------- |
| 1  | Montenegro (bandiera) | P     | Miloš Dragojević |
| 2  | Montenegro (bandiera) | D     | Risto Lakić      |
| 4  | Montenegro (bandiera) | D     | Blažo Rajović    |
| 5  | Montenegro (bandiera) | D     | Ivan Čarapić     |
| 6  | Montenegro (bandiera) | C     | Mirko Raičević   |
| 11 | Montenegro (bandiera) | D     | Bracan Popović   |
| 12 | Montenegro (bandiera) | P     | Mladen Božović   |
| 13 | Montenegro (bandiera) | C     | Miladin Nelević  |
| 15 | Montenegro (bandiera) | C     | Nenad Šofranac   |
| 16 | Montenegro (bandiera) | C     | Luka Tiodorović  |
| 17 | Montenegro (bandiera) | A     | Radislav Sekulić |
| 18 | Montenegro (bandiera) | D     | Nemanja Vuković  |
| 20 | Montenegro (bandiera) | C     | Marko Mugoša     |

| N. |                       | Ruolo | Calciatore           |
| -- | --------------------- | ----- | -------------------- |
| 21 | Montenegro (bandiera) | P     | Miroslav Vujadinović |
| 23 | Montenegro (bandiera) | C     | Nikola Vujović       |
| 24 | Montenegro (bandiera) | C     | Ivan Delić           |
| 27 | Montenegro (bandiera) | D     | Goran Perišić        |
| 32 | Montenegro (bandiera) | C     | Draško Božović       |
| 35 | Montenegro (bandiera) | C     | Bogdan Milič         |
| 36 | Montenegro (bandiera) | C     | Petar Vukčević       |
| 37 | Serbia (bandiera)     | D     | Boban Čabarkapa      |
| 39 | Montenegro (bandiera) | C     | Milan Đurišić        |
| 40 | Montenegro (bandiera) | C     | Balša Božović        |
| -  | Montenegro (bandiera) | P     | Jasmin Agović        |
| -  | Montenegro (bandiera) | A     | Vladan Radulović     |